# Epifani el Monjo
Epifani el Monjo (grec antic: Ἐπιφάνιος; llatí: Epiphanius), també anomenat Epifani Hagiopolita o de Jerusalem, fou un escriptor religiós grec d'època desconeguda encara que es conjectura que podria ser del segle xii, ja que menciona a Joan de Tessalònica el Vell i a Andreu de Creta, que van viure als segles vi i vii i els situa entre els Pares de l'Església. Nicèfor Cal·list Xantopul el considera també Pare de l'Església.
Va escriure una Vida de la Verge Maria de la qual Lleó Al·laci en dona un extracte. Parla de la seva genealogia, del casament de Joaquim i Anna, i de la seva Assumpció, basant-se sobretot en textos apòcrifs. Johann Albert Fabricius també en fa un resum a la seva obra Codex Apocryphus N. T.
També va escriure una història de la vida i actes d'Andreu Apòstol. Es considera que podria ser l'autor d'una descripció sobre Jerusalem i Síria, que va signada per Ephiphanius Hagiopolita ("que viu a la Ciutat Santa").